# Serra del Penitent
La Serra del Penitent és una serra situada al municipi de Collbató a la comarca del Baix Llobregat, amb una elevació màxima de 285 metres.